# Harmstorf
Harmstorf – miejscowość i gmina położona w niemieckim kraju związkowym Dolna Saksonia, w powiecie Harburg, wchodzi w skład gminy zbiorowej (niem. Samtgemeinde) Jesteburg.

## Położenie geograficzne
Harmstorf leży ok. 30 km na południe od Hamburga, na północnym krańcu Pustaci Lüneburskiej w dolinie rzeki Seeve.

## Historia
Pierwsza wzmianka o Harmstorf pojawiła się ok. 1000 lat temu w związku z kolegiatą w Ramelsloh. 
Od XVI wieku występował jako Herimannestorpe, a później Hermsdorff.